# Jusuf Gërvalla
Jusuf Gërvalla (ur. 1 października 1943 w Duboviku, zm. 18 stycznia 1982 w Untergruppenbach) – albański poeta i nacjonalista kosowskiego pochodzenia.
Po ukończeniu edukacji, którą pobierał w Prisztinie i Lublanie pracował jako dziennikarz w Prisztinie i Skopje. W 1978 założył tajne marksistowsko-leninowskie ugrupowanie Lëvizja Kombëtare për Çlirimin e Kosovës (Ruch Narodowy na Rzecz Wyzwolenia Kosowa). W 1980 wyemigrował do Niemiec, gdzie kontynuował swoją działalność polityczną. 17 stycznia 1982 wraz z Kadrim Zeką i swoim bratem Bardhoshem został postrzelony przez nieznanych sprawców; prawdopodobnie jugosłowiańską służbę bezpieczeństwa. Zeka i Bardhosh zginęli na miejscu, a Jusuf Gërvalla zmarł następnej nocy. Jego śmierć wywołała wzburzenie wśród Albańczyków z Kosowa i z zagranicy.
Był żonaty z Suzaną, z którą miał troje dzieci. Po jego śmierci, rodzina obawiając się o swoje życie, wyjechała do Albanii, gdzie mieszkała do 1990 roku, po czym osiedliła się w Szwecji. Najstarsza córka, Donika, ponownie zamieszkała w Niemczech w 1992 roku. W 2021 roku wróciła do Kosowa i została wicepremierem oraz ministrem spraw zagranicznych w rządzie Albina Kurtiego.
Jego imieniem została nazwana 131 brygada Armii Wyzwolenia Kosowa oraz kino w Peciu.
W 2002 został pochowany w swojej rodzinnej miejscowości, a rok później został pośmiertnie nagrodzony nowo utworzonym „Medalje të artë të Lidhjes së Prizrenit”.